# جيريمي باول
جيريمي باول (بالإنجليزية: Jeremy Powell)‏ هو لاعب كرة قاعدة أمريكي، ولد في 18 يونيو 1976 في لا ميرادا في الولايات المتحدة.

## وصلات خارجية
- جيريمي باول على موقع دوري كرة القاعدة الرئيسي (الإنجليزية)
- جيريمي باول على موقع الدوري الياباني لكرة القاعدة (الإنجليزية)
- جيريمي باول على موقعبيزبول رفرنس.كوم (الدوري الرئيسي) (الإنجليزية)
- جيريمي باول على موقعبيزبول رفرنس.كوم (الدوري الثانوي) (الإنجليزية)
- جيريمي باول على موقع مشجعي الرسوم البيانية (الإنجليزية)